# 堤町 (浜松市)
堤町（つつみちょう）は静岡県浜松市中央区の町名。丁番を持たない単独町名である。住居表示未実施。

## 地理
浜松市中央区の南部、新津地区の中西部に位置する。東・南で米津町、西で倉松町及び小沢渡町、北で新橋町と接する。また、国道1号の南に飛地があり東で米津町、西で倉松町、北で米津町と接している。なお、南側は遠州灘に面している。飛地がある理由は海岸管理のために各町に割り振られたことに由来する。

### 海
- 太平洋（遠州灘）

### 河川
- 屋島川

### 学区
小学校・中学校の学区は以下の通りである。
- 浜松市立新津小学校
- 浜松市立新津中学校

## 歴史

### 町名の由来
当地の海岸に波除堤があったことから。

### 沿革
- 1889年（明治22年）4月1日 - 町村制施行。堤村は周辺の村と合併し、敷知郡新津村大字堤となる[書籍 2]。
- 1896年（明治29年）4月1日 - 郡制の施行により新津村の所属郡が浜名郡に変更となる[書籍 3]。
- 1951年（昭和26年）3月23日 - 新津村が浜松市に編入される。住所表記が浜松市大字堤となる[書籍 4]。
- 1952年（昭和27年） - 浜松市大字堤から浜松市堤町に住所表記を変更する[書籍 5]。
- 2007年（平成19年）4月1日 - 浜松市が政令指定都市となる。堤町は南区の一部となる。
- 2024年（令和6年）1月1日 - 浜松市の行政区再編により、堤町は中央区の一部となる。

## 施設
- 浜松市南部清掃センター
- すぐる食品浜松工場
- 浜松委托運送つつみ流通センター
- apollostation R-1浜松セルフSS（スズキビジネスが運営）
- ローソン浜松米津店
- 臨済宗方広寺派 福寿山 好徳寺
- 六所神社

## 交通

### 道路
- 国道1号（浜松バイパス）[書籍 6]
- 静岡県道317号米津東若林線（御前道（ごぜんみち））[WEB 9]

## その他

### 警察
警察の管轄区域は以下の通りである。
| 番・番地等 | 警察署         | 交番・駐在所   |
| ---------- | -------------- | -------------- |
| 全域       | 浜松中央警察署 | 可美公園前交番 |

### 消防
消防の管轄区域は以下の通りである。
| 番・番地等 | 消防署   | 本署/出張所 |
| ---------- | -------- | ----------- |
| 全域       | 南消防署 | 本署        |

### 書籍
1. ↑  『わが町文化誌 潮かおる浜の里』浜松市新津公民館活動推進委員会、1995年3月16日、16頁。
2. ↑  『浜松市史 三』浜松市役所、1980年3月26日、176頁。
3. ↑  『わが町文化誌 潮かおる浜の里』浜松市新津公民館活動推進委員会、1995年3月16日、42頁。
4. ↑  『わが町文化誌 潮かおる浜の里』浜松市新津公民館活動推進委員会、1995年3月16日、58-60頁。
5. ↑  『わが町文化誌 潮かおる浜の里』浜松市新津公民館活動推進委員会、1995年3月16日、60頁。
6. ↑  『わが町文化誌 潮かおる浜の里』浜松市新津公民館活動推進委員会、1995年3月16日、130,131頁。

### WEB
1. ↑  “h02_22.csv”.   総務省 (2022年2月10日). 2024年8月7日閲覧。
2. ↑  “chuouku_menseki.xlsx”.   浜松市 (2024年3月12日). 2024年8月7日閲覧。
3. ↑  “静岡県 浜松市中央区 堤町の郵便番号 - 日本郵便”.   日本郵便. 2025年2月15日閲覧。
4. ↑  “市外局番の一覧”.   総務省 (2022年3月1日). 2024年8月7日閲覧。
5. ↑  “事業所案内及び管轄地域（事務所3件、分室3件）”.   一般社団法人静岡県自動車会議所. 2024年8月7日閲覧。
6. ↑  “住居表示実施状況／浜松市”.   浜松市 (2024年1月4日). 2024年8月7日閲覧。
7. ↑  “浜松市内の飛び地なぜ？：中日新聞しずおかWeb”.   中日新聞社東海本社 (2022年3月21日). 2024年9月16日閲覧。
8. ↑  “学校名から探す／浜松市”.   浜松市 (2024年1月1日). 2024年8月7日閲覧。
9. ↑  “shindu-map-3p.pdf”.   浜松市新津協働センター (2024年8月5日). 2024年8月7日閲覧。
10. ↑  “可美公園前交番｜静岡県警察”.   静岡県警察 (2024年4月1日). 2024年8月7日閲覧。
11. ↑  “消防署の町別管轄「つ」／浜松市”.   浜松市 (2020年3月25日). 2024年8月7日閲覧。